# 公判
公判（こうはん）とは、刑事訴訟において、裁判所、検察官、被告人（弁護人）が訴訟行為を行うために法廷で行われる手続をいう。
公判における訴訟行為を行うために設定される期日のことを公判期日、公判のために開かれる法廷のことを公判廷という。
以下、刑事訴訟法については条数のみ記載する。

## 概要
日本国憲法第82条により、公判においても公開主義、対審の保障が強く要請される（第286条、第286条の2、第314条等）。
その他、民事訴訟における口頭弁論と共通する原則として、当事者主義、口頭主義、直接主義なども重要である。ただし、公判においては、補充的に職権証拠調べが採用されるなど、当事者主義は口頭弁論における場合ほど徹底しているわけではない。
また、逆に口頭主義、直接主義は口頭弁論における場合よりも強く要請される（第43条第1項、第315条）。
2004年（平成16年）には、迅速な裁判の要請に応えるため、連日開廷・継続審理が裁判所・訴訟関係人に義務づけられた（第281条の6）。
さらに、公判廷においては、法廷の秩序が保たれることが要請されており、そのための権限が裁判所や裁判長に付与されている（第281条の2、第288条第2項、第294条、第295条）。

## 当事者の出頭
公判においては、訴訟関係人が法廷に会することが必要であり、特に被告人を出頭させる手段として召喚、勾引、勾留の制度がある。保釈又は勾留の執行停止をされた被告人が、召喚を受け正当な理由がなく公判期日に出頭しないときは、2年以下の拘禁刑に処される（出頭命令、第278条の3）。
その他、裁判所には検察官・弁護人に対し出頭命令を発令する権限がある（出頭在廷命令、第278条の3）。
被告人の出頭は原則として開廷のための要件となっているが（第286条）、一定の場合は出頭することを要しないとされている（第284条、第285条、第286条の2）。一方、控訴審及び上告審の公判においては被告人の出廷（出頭）義務は無い（第390条、第409条）。但し、控訴審の場合は裁判所が被告人の権利保護のために重要であると認める場合は出頭を命じることができる。（第390条）。
また、被告人が法人の場合は代理人を出頭させることも可能である（第283条）。公判廷においては被告人は身体の拘束はされないことになっている（第287条）。被告人の在廷も義務とされるが、裁判長の許可があれば被告人は退廷することができる（第288条）。
弁護人の出頭については、第289条1項で「死刑又は無期若しくは長期3年を超える懲役若しくは禁錮にあたる事件」を審理する場合には、弁護人がなければ開廷することはできないことを規定している。ここに規定されている事件を必要的弁護事件と呼び、これ以外の事件を任意的弁護事件と呼ぶ。
必要的弁護事件については、弁護人が出頭しないとき若しくは在廷しなくなったとき、又は弁護人が付されていないときは、裁判長は職権で弁護人を選任しなければならない（289条2項）。また、弁護人が出頭しないおそれがあるときは、裁判所が職権で弁護人を選任することができる（同条3項）。

## 公判準備手続
公判期日における審理を準備するために、公判準備という手続が設けられている。
第1回公判期日前の準備手続を、事前準備という。

## 公判期日の手続

### 冒頭手続
公判期日においては、まず、冒頭手続が行われる。
1. 人定質問
まず、裁判長が被告人に対し、人違いでないことを確認するため、氏名、生年月日、職業、住居、本籍等を確認する（規則196条）。これを人定質問という。
2. 起訴状朗読
次に、検察官が起訴状を朗読する（291条1項）。
3. 権利告知
次に、裁判長は被告人に対し黙秘権（終始沈黙していてもよく、個々の質問に対し陳述を拒むことができること）等の権利を告げる（291条2項前段）。
4. 罪状認否
権利告知を踏まえ、被告人及び弁護人が、被告事件に対する陳述をする（291条2項後段）。この中には、公訴事実に対する認否（罪状認否）のほか、違法阻却事由（正当防衛等）・責任阻却事由（心神喪失等）などに関する主張も含まれる。

### 証拠調べ
冒頭手続が終了した後に、証拠調べが開始される（第292条）。
証拠調べの始めには、検察官は証拠により証明すべき事実を明らかにしなければならない（第296条）。これを冒頭陳述（ぼうとうちんじゅつ）という。
次いで、検察官が証拠調べを請求する。検察官の証拠は、「甲号証」と「乙号証」に分別して請求される。たとえば、甲第1号証・甲第2号証や、乙第1号証・乙第2号証という番号が付される。
弁護人（被告人）は、検察官請求証拠の採用に関して、証拠ごとに、採用に賛成または反対の意見を述べる（規則190条2項）。これを「証拠意見」という。証拠意見は、証拠意見書の形式で提出するか、口頭で証拠意見を言うこととなる。実務では、証拠採用に賛成する場合には「同意」「異議なし」と証拠意見を述べ、採用に反対する場合には「不同意」「異議あり」と証拠意見を述べる。
裁判所は、弁護人の証拠意見を参照して、証拠の採否の決定（証拠決定）を行い（同条1項）、採用された証拠については証拠調べが行われる。その後、弁護人（被告人）の証拠調べ請求が行われるのが通常である。
証拠書類については、証拠調べの方式は朗読が原則である（第305条1項）。ただし裁判長が相当と認めるときは要旨の告知をもって代えることができ（規則203条の2第1項）、実務上はほとんどこの要旨の告知によって行われている。
証拠物については、証拠調べの方式は展示である（第306条1項）。
人証の取調べは尋問（証人尋問、鑑定人尋問等）によって行われる。法律上その順序はまず裁判所、ついで当事者と規定されているが（第304条1項、2項）、この順序は裁判所が相当と認めるときは変更でき（第304条3項）、実務上は請求当事者が先に尋問し、次に相手方の当事者が反対尋問を行い、最後に裁判所が補充尋問を行うという順序が定着している。

### 弁論・結審
証拠調べが終わった後には、検察官は事実及び法律の適用について意見を述べなければならない（293条1項）。これを論告（ろんこく）といい、検察官はこれに併せて求める刑の重さを明らかにする求刑（きゅうけい）を行う。
その後、被告人及び弁護人は意見を陳述することができる（第293条2項）。まず弁護人が弁論を行い、最後に被告人が最終陳述を行うのが通常である。

### 判決
- 冒頭手続
  - 人定質問（刑事訴訟規則196条）
  - 検察官の起訴状朗読（刑事訴訟法291条1項）
  - 被告人への権利の告知（同法291条2項、同規則197条）
  - 被告人・弁護人への陳述の機会付与（同法291条2項、291条の2、319条3項）
- 証拠調べ（同法292条）
  - 検察官の冒頭陳述（同法296条）
  - 被告人および弁護人の冒頭陳述（同規則198条）
  - 証拠調べの請求（同法298条1項）
  - 証拠調べの範囲、順序、方法の決定（同法297条1項）
  - 職権による証拠調べ（同法298条2項）
  - 証拠調べの方式
    - 証人等の取調べ（同法304条、同規則199条の2〜199条の13）
    - 証拠書類の取調べ（同法305条）
    - 証拠物の取調べ（同法306条）
    - 証拠物中書面の意義が証拠となるものの取調べ（同法307条）

  - 被告人の任意の供述（同法311条）
  - 証拠調べに関する異議の申立て（同法309条）
  - 証拠の排除決定（同規則205条の6第2項・207条）
  - 証拠の証明力を争う機会の付与（同法308条）
- 弁論　検察官の論告・求刑および被告人の意見の陳述、弁護人の弁論（同法293条、なお同規則211条）
- 判決（同法342条、同規則220条、220条の2、221条）

## 簡易公判手続
第307条の2等を参照。

## 公判調書
刑事訴訟法上は、第48条から第52条、刑事訴訟規則においては第44条等に規定がある。公判調書とは、公判期日における訴訟手続を記載した文書のことである。

## 上告審における公判
最高裁判所は法律審で、職権で事実関係について調査する場合（刑事訴訟法第411条）を除き、事実関係に関する審理は行われない。上告裁判所は、刑事訴訟法第408条の規定により、上告を棄却する際には、弁論を経ないで棄却することができる（民事訴訟の場合も同様に、民事訴訟法第319条により、口頭弁論を経ずに上告を棄却することができる）。一方で、原審破棄をする場合は公判を開かなければならない。公判を経た上で上告を棄却することも可能だが、現在の最高裁は大量の上告案件を抱えており、小法廷では上告棄却をする際、ほとんどは公判を開かず、三行決定や三行判決で上告を棄却することが多い。
そのため、判決によって上告審の結論が出される場合、最高裁の小法廷が公判（民事訴訟の場合は口頭弁論）を開くか開かないかで、判決の結果が事前に判明することになる。ただし例外として、死刑判決に対する上告事件の場合は、原判決を見直すか否かに関係なく、いかなる場合でも最高裁で公判を開き、弁護人・検察官双方の意見を聴く（弁論を行う）ことが慣例となっている。これは慎重に審理して極刑を言い渡したとするためである。最高裁が公判を開かずして控訴審の死刑判決を維持した事例は、1949年（昭和24年）に発生した三鷹事件の裁判で、竹内景助の上告を1960年（昭和35年）に棄却した事例が最後である。同事件の控訴審において書面審理だけで一審の無期懲役判決を破棄し死刑判決を言い渡したことが問題視されたことがきっかけで、死刑判決事件に対する上告審では毎度、弁論を行うために公判を開くこととなった。
最高裁で弁論が開かれても、原審破棄の判決が言い渡されるとは限らない。1992年（平成4年）に発生した国立市主婦殺害事件（控訴審で第一審の死刑判決が破棄自判され、無期懲役が言い渡された事件）の審理では、検察官の上告を受け、1999年（平成11年）10月29日に最高裁第二小法廷（福田博裁判長）が弁論を開いたが、同小法廷は同年11月29日の上告審判決で、上告棄却の判決を言い渡したため、無期懲役が確定した。